# محوطه و بنای آخوررخش
محوطه و بنای آخوررخش مربوط به دوران پیش از تاریخ ایران باستان است و در شهرستان پل‌دختر، بخش مرکزی، روستای چم گرداب واقع شده و این اثر در تاریخ ۷ آذر ۱۳۸۳ با شمارهٔ ثبت ۱۱۲۳۵ به‌عنوان یکی از آثار ملی ایران به ثبت رسیده است.